# Анта (район)
Анта (порт. Anta) — район (фрегезия) в Португалии, входит в округ Авейру. Является составной частью муниципалитета Эшпинью. Находится в составе крупной городской агломерации Большой Порту. По старому административному делению входил в провинцию Дору-Литорал. Входит в экономико-статистический субрегион Большой Порту, который входит в Северный регион. Население составляет 14 800 человек. Занимает площадь 6,17 км².
Покровителем района считается Мартин Турский (порт. São Martinho).